# Laokou
Laokou (kinesiska: 老口乡, 老口) är en socken i Kina. Den ligger i provinsen Sichuan, i den sydvästra delen av landet, omkring 470 kilometer söder om provinshuvudstaden Chengdu. Antalet invånare är 6 155. Befolkningen består av 2 741 kvinnor och 3 414 män. Barn under 15 år utgör 31 %, vuxna 15-64 år 56 %, och äldre över 65 år 11,0 %.
Genomsnittlig årsnederbörd är 1 047 millimeter. Den regnigaste månaden är juli, med i genomsnitt 266 mm nederbörd, och den torraste är januari, med 4 mm nederbörd.